# Élection présidentielle colombienne de 1946
L'élection présidentielle colombienne de 1946 s'est tenue le 5 mai 1946. Le triomphe de Mariano Ospina Pérez, qui était opposé à Gabriel Turbay et à Jorge Eliécer Gaitán, a entraîné la sortie du libéralisme du pouvoir et a été déterminant dans la recrudescence de la violence bipartite.